# قلب المفاعل النووي

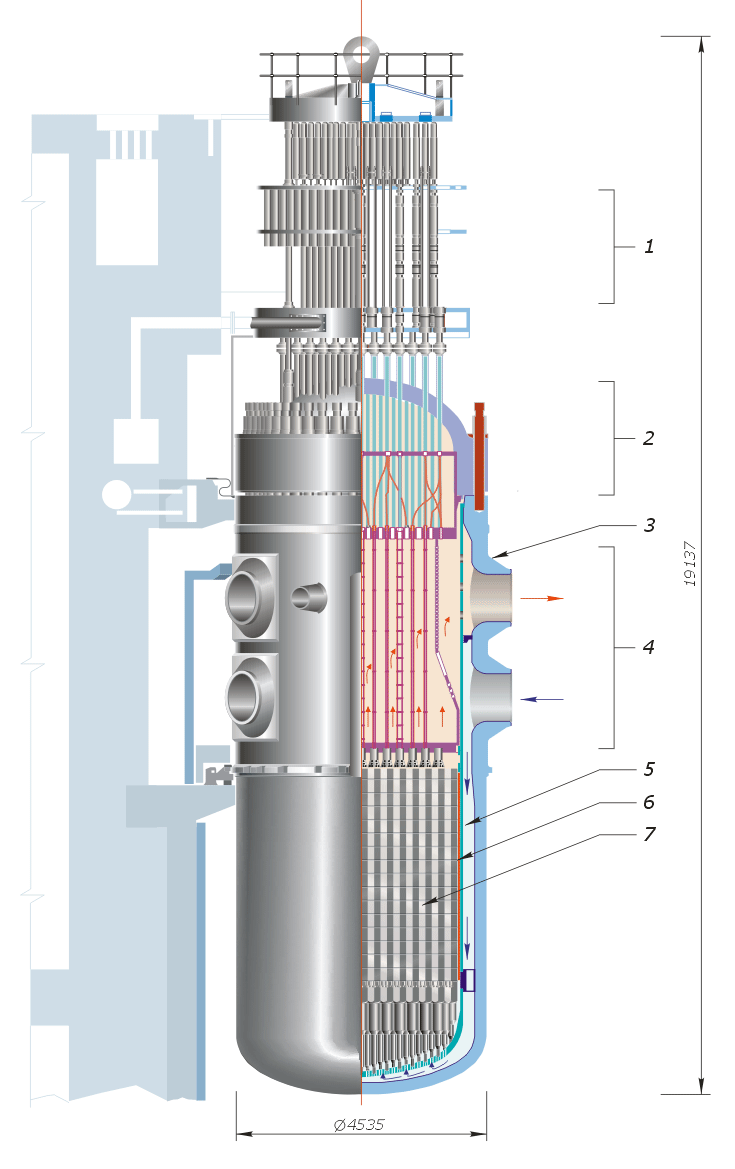
قلب مفاعل محطة للطاقة النووية

قلب المفاعل النووي هو جزء من المفاعل النووي الذي يحتوي على مكونات الوقود النووي حيث تحدث التفاعلات النووية وتتولد الحرارة. في الغالب يكون الوقود عبارة عن يورانيوم منخفض التخصيب.

## مفاعلات المياه
يوجد داخل قلب مفاعل الماء المضغوط أو مفاعل الماء المغلي قضبان وقود نووي تعادل قطر قلم حبر كبير طول كل منها حوالي 4 متر والتي يتم تجميعها بالمئات في حزم تسمى «تجميعات الوقود». داخل كل قضيب من الوقود يتم تكديس حبيبات اليورانيوم أو أكسيد اليورانيوم الأكثر استخداماً. كما يوجد داخل القلب قضبان تحكم مملوءة بكريات من المواد مثل البورون أو الهافنيوم أو الكادميوم التي تلتقط النيوترونات بسهولة. عندما يتم خفض قضبان التحكم في القلب فإنها تمتص النيوترونات وبالتالي لا يمكن أن تشارك في سلسلة التفاعل. وعلى العكس عندما ترفع قضبان التحكم فإن المزيد من النيوترونات تضرب نواة اليورانيوم235 أو البلوتونيوم 239 في قضبان الوقود القريبة ويشتد تفاعل السلسلة.
تتم إزالة حرارة التفاعل الانشطاري بواسطة الماء والذي يعمل أيضًا على تخفيف ردود الفعل النيوترونية.
ومن الأشكال البديلة للوقود النووي هو اليورانيوم 233 القابل للانشطار الذي يصنعه القصف النيوتروني للثوريوم.

## مفاعلات الجرافيت

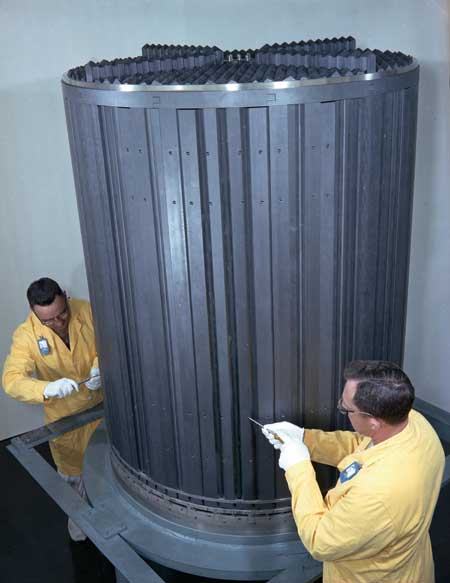
مفاعل جرافيت

مازال إلى يومنا مفاعلات جرافيت قيد الاستخدام حيث يوجد نوع واحد يستخدم الجرافيت ويستخدم النيوترون والمياه العادية لسائل التبريد وكان هذا نوع المفاعل الذي شارك في كارثة تشيرنوبيل.
في المفاعل المتقدم المبرد بالغاز وهو تصميم بريطاني يتكون اللب من وسيط نيوترون جرافيت حيث يتجمع الوقود ويعمل غاز ثاني أكسيد الكربون كمبرد ويتم تدويره عبر النواة ويزيل الحرارة.
يوجد العديد من المفاعلات التجريبية التي تستخدم الجرافيت من أجل الاعتدال مثل مفاهيم المفاعل ذي الحصى المخروطية وتجربة مفاعل الملح المصهور.

## وصلات خارجية
- قاعدة بيانات حول مفاعلات الطاقة النووية – الوكالة الدولية للطاقة الذرية (بالإنجليزية)
- معهد الطاقة النووية — كيف يعمل: توليد الطاقة الكهربائية (بالإنجليزية)
- مواقع المفاعلات النووية حول العالم. (بالإنجليزية)
- اليورانيوم من الموسوعة العربية العالمية.